# نیکیفوروفکا
نیکیفوروفکا (انگلیسی: Nikiforovka) یک شهرک در شهرستان کارماسکالینسکی استان باشقیرستان کشور روسیه است.